# Provincia di Siirt
La provincia di Siirt è una delle province della Turchia. 	
Confina con la provincia di Bitlis a nord, con quella di Batman ad ovest, con quella di Mardin a sud-ovest, con quella di Şırnak a sud e quella di Van ad est.

## Distretti

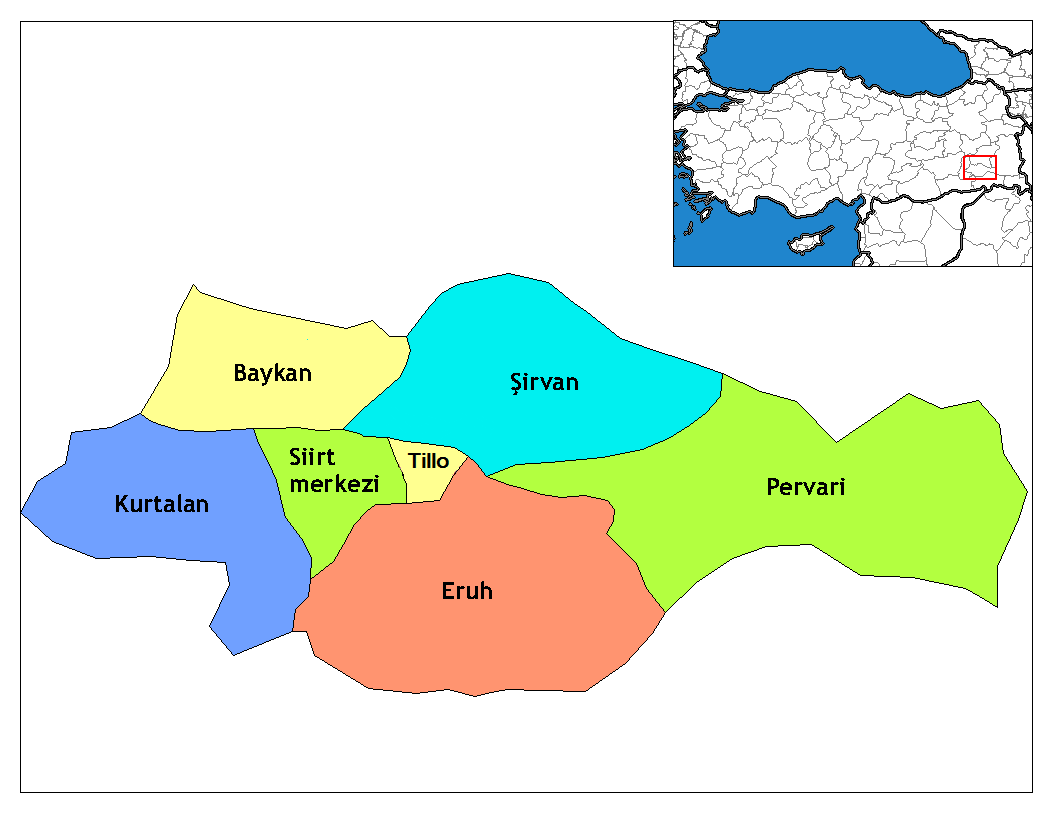
Distretti della provincia di Siirt

La provincia è divisa in 7 distretti: 	
- Aydınlar
- Baykan
- Eruh
- Kurtalan
- Pervari
- Siirt
- Şirvan